# Oakville (Alabama)
Pour les articles homonymes, voir Oakville.
Oakville est une communauté non incorporée située dans le comté de Lawrence dans l'Alabama. C'est la localité natale de Jesse Owens.